# Hohenmölsen
Hohenmölsen település Németországban, azon belül Szász-Anhalt tartományban. Lakosainak száma 9395 fő (2023. december 31.). Hohenmölsen Teuchern, Elstertrebnitz, Zeitz, Lützen, Pegau és Elsteraue községekkel határos.

## Népesség
A település népességének változása:
| Lakosok száma | 9558 | 9565 | 9405 | 9457 | 9395 |
|               | 2017 | 2019 | 2021 | 2022 | 2023 |